# Kinofest

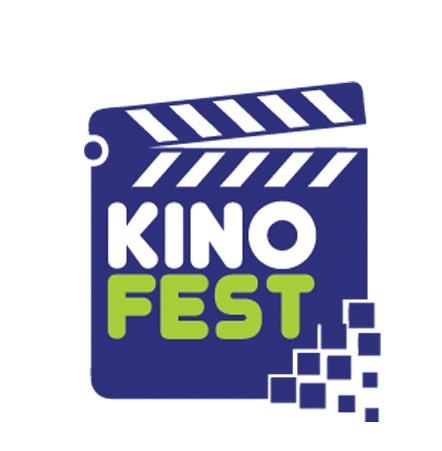

Festivalul Internațional de Film Digital Kinofest a fost primul festival de film digital din Romania, organizat între 2007 - 2019. 
În anul 2007 filmul digital reprezenta avangarda creației video la nivel mondial. În Europa, SUA, Asia, acesta a fost cel mai prolific și inovator curent. Filmul digital îmbina filmul clasic, trailerul de cinema, videoclipul, producția publicitară și filmul scurt de animație. Granițele genurilor filmelor au dispărut, rezultând producții hibrid (combinații între imagini filmate și imagini produse de computer). Animații 2D, 3D, Machinima, ficțiune, microfilme, videoclipuri, filme experimentale precum si alte genuri au fost proiectate în festival.
Kinofest a adus în România filme și autori din noul val al cinemaului, a prezentat proiecții speciale cu scoli celebre de animație și parteneriate cu festivaluri importante de pe glob. Festivalul a avut proiecții inedite pe 15 ecrane simultan la M.N.A.C în primii ani de funcționare.

## Despre
Kinofest a fost un proiect independent, creat de Valentin Partenie și Raluca Partenie. Festivalul a promovat tinerii artiști, realizatori de film, creatorii de artă digitală și lucrărilor lor – filmul, muzica și artele vizuale. A popularizat arta și cultura media în rândul publicului larg prin intermediul scurtmetrajului și a noilor genuri video/media. Kinofest a avut competiții Online și Offline. 
Competiția Online Animație: filmele selecționate au fost încărcate pe canalul Kinofest Youtube, și votate de publicul larg. Filmul câștigător la această competiție a fost desemnat cel cu cele mai multe voturi .

Competițiile Kinofest OFFline: Animație si Ficțiune.
Filmele selecționate în festival au fost votate de un juriu de specialitate și distinse cu premiile: Cea mai bună Animație și Cea mai bună ficțiune. Festivalul avea evenimente și proiecte diverse: competițiile de film, secțiunea off-concurs, prezentări și proiecții ale unor invitați (artiști/festivaluri/școli de profil, etc), concerte, performance live. Din 2013, Festivalul Internațional de Film Digital a dezvoltat canalul Kinofest de pe Youtube. 

Kinofest a avut și o Galerie de Artă Digitală online  – unde a publicat lucrări de artă digitala realizate de artiști de pe tot mapamondul.
În 2018 festivalul avut loc simultan în București, Timișoara, Oradea și Cluj. Datorită pandemiei ultima ediție Kinofest a fost online și s-a consumat în 2019

## Câștigători Kinofest
| Premii                              | Titlu film                            | Țara                       | Regizor                                                                         | anul |  |
| ----------------------------------- | ------------------------------------- | -------------------------- | ------------------------------------------------------------------------------- | ---- |  |
| Cel mai bun film de ficțiune        | MAQUINA                               | Spania                     | Gabe Ibáñez                                                                     | 2007 |  |
| Cel mai bun film de animație        | EGO                                   | Franța                     | Bastien Rogers, Louis Blaise, Thomas Lagache                                    |      |  |
| Cel mai bun micromovie              | COLORFUL EU                           | Ungaria                    | Vadócz Péter                                                                    |      |  |
| Cel mai bun film de ficțiune        | Porque hay cosas que nunca se olvidan | Spania                     | Lucas Figuero                                                                   | 2008 |  |
| Cel mai bun film de animație        | Malcik                                | Rusia                      | Dmitri Geller                                                                   |      |  |
| Cel mai bun micromovie              | THE FLOWER                            | Canada                     | Dale Hayward , Phil Dubrowsky                                                   |      |  |
| Cel mai bun film de ficțiune        | Como Conoci A Tu Padre                | Spania                     | Alex Montoya                                                                    | 2009 |  |
| Cel mai bun film de animație        | Anhalter                              | Germania                   | Daniel Hopfner                                                                  |      |  |
| Cel mai bun micromovie              | Waiting Chairs                        | Statele Unite ale Americii | Ashwin Inamdar                                                                  |      |  |
| Cel mai bun film de ficțiune        | JULIE ET SES JULES                    | Franța                     | Fanny Jean-Noel                                                                 | 2010 |  |
| Cel mai bun film de animație        | DER PRAZISE PETER                     | Germania                   | Martin Schmidt                                                                  |      |  |
| Cel mai bun micromovie              | JESUS 2000                            | Franța                     | Collectif des Gobelins                                                          |      |  |
| Cel mai bun film de ficțiune        | La Casa del Lago                      | Spania                     | GalderGaztelu-Urrutia                                                           | 2011 |  |
| Cel mai bun film de animație        | A Morning Stroll                      | Regatul Unit               | Grant Orchard                                                                   |      |  |
| Cel mai bun micromovie              | Giant Episode Sun                     | Regatul Unit               | Yann Benedi, Celine Desrumaux                                                   |      |  |
| Cel mai bun film de ficțiune        | LE LLAMAREMOS BOBBY                   | Spania                     | Paco Cavero                                                                     | 2012 |  |
| Cel mai bun film de animație        | DOOMED                                | Spania                     | Guillermo Garcia Carsi                                                          |      |  |
| Cel mai bun micromovie              | HOW TO EAT YOUR APPLE                 | Statele Unite ale Americii | Erick Oh                                                                        |      |  |
| Premiul Juriului                    | LE LLAMAREMOS BOBBY                   | Spania                     | Paco Cavero                                                                     |      |  |
| Premiul Juriului                    | REW DAY                               | Bulgaria                   | Svilen Dimitrov                                                                 |      |  |
| Cel mai bun film de ficțiune        | Efímera                               | Spania                     | Diego Modino                                                                    | 2013 |  |
| Cel mai bun film de animație        | Ex Animo                              | Polonia                    | Wojciech Wojtkowski                                                             |      |  |
| Cel mai bun micromovie              | TRUEHEART GOES FISHING                | Taiwan                     | Eden Chan                                                                       |      |  |
| Premiul Juriului                    | THE HEAT                              | Polonia                    | Bartosz Kruhlik                                                                 |      |  |
| Premiul Juriului                    | LIKE RABBITS                          | Franța                     | Osman Cerfon                                                                    |      |  |
| Cel mai bun film de ficțiune        | LILA                                  | Spania                     | CARLOS LASCANO                                                                  | 2014 |  |
| Cel mai bun film de animație        | CODA                                  | Irlanda                    | Alan Holly                                                                      |      |  |
| Cel mai bun micromovie              | CALOR HUMANO                          | Spania                     | Marc Nadal                                                                      |      |  |
| Premiul Juriului                    | DETRÁS DEL ESPEJO                     | Peru                       | JULIO O. RAMOS                                                                  |      |  |
| Premiul Juriului                    | BAD TOYS II                           | Franța                     | Danel Brunet, Nicolas Douste                                                    |      |  |
| Cel mai bun film de ficțiune        | CLOUDY CHILDREN                       | Iran                       | Reza Fahimi                                                                     | 2015 |  |
| Cel mai bun film de animație        | HIPOPOTAMY                            | Polonia                    | Piotr Dumala                                                                    |      |  |
| Cel mai bun micromovie              | HUNTING                               | Taiwan                     | Chun-Hao                                                                        |      |  |
| Cel mai bun film de ficțiune online | EL DESPIDO                            | Spania                     | Juan Manuel Ara                                                                 |      |  |
| Cel mai bun film de animație online | MENAGERIE                             | Canada                     | Julian Gallese                                                                  |      |  |
| Cel mai bun film de ficțiune        | Drop                                  | Israel                     | Yotam Knispel                                                                   | 2016 |  |
| Cel mai bun film de animație        | LE DERNIER JOUR D'UN CONDAMNE         | Franța                     | Perrine Bayssat, Sarah Dhorne, Etienne Molinier, Emilie Phuong, Isabelle Piolat |      |  |
| Cel mai bun film online             | Vatuala                               | India                      | Shyam Sundar                                                                    |      |  |
| Cel mai bun film de ficțiune        | BACKSTORY                             | Germania                   | Joschka Laukeninks                                                              | 2017 |  |
| Cel mai bun film de animație        | CATHERINE                             | Belgia                     | Britt Raes                                                                      |      |  |
| Cel mai bun film online             | THE AIRPLANE                          | Spania                     | Jesus Martinez Nota                                                             |      |  |
| Cel mai bun film de ficțiune        | Getting Fat in a Healthy Way          | Germania                   | Kevork Aslanyan                                                                 | 2018 |  |
| Cel mai bun film de animație        | The Bolt Connection                   | Franța                     | Nicolas Lebas, Claire Cartier, Thibault Grunenberger, Maurine Lecerf            |      |  |
| Cel mai bun film online             | RISE                                  | Brazilia                   | Jannerson Xavier                                                                |      |  |
| Cel mai bun film online             | "What the Hex!"                       | Singapore                  | Akshat Sharma                                                                   | 2019 |  |

|  |  |  |
|  |  |  |
|  |  |  |